# 程三光
程三光（？—1853年），字明遠、號亭功，直隸邯鄲人，清朝軍事將領。
程三光為道光二年（1822年）壬午恩科武會元，殿試登一甲第三名武進士，授二等侍衛。道光十二年（1832年），任湖北遠安營遊擊。道光十六年（1836年），任宜昌中營遊擊、撫標中營參將。道光二十二年（1842年），任貴州松桃協副將。道光二十六年（1846年），改任定廣協副將。道光三十年（1850年），改任江南督標中軍副將。咸豐二年（1852年），擢升為江南徐州鎮總兵。咸豐三年（1853年）戰死，諡壯愍，授予騎都尉世職，入祀昭忠祠。